# Raczyny (gromada)
Raczyny – dawna gromada, czyli najmniejsza jednostka podziału terytorialnego Polskiej Rzeczypospolitej Ludowej w latach 1954–1972.
Gromady, z gromadzkimi radami narodowymi (GRN) jako organami władzy najniższego stopnia na wsi, funkcjonowały od reformy reorganizującej administrację wiejską przeprowadzonej jesienią 1954 do momentu ich zniesienia z dniem 1 stycznia 1973, tym samym wypierając organizację gminną w latach 1954–1972.
Gromadę Raczyny z siedzibą GRN w Raczynach utworzono – jako jedną z 8759 gromad na obszarze Polski – w powiecie mławskim w woj. warszawskim, na mocy uchwały nr VI/10/8/54 WRN w Warszawie z dnia 5 października 1954. W skład jednostki weszły obszary dotychczasowych gromad Będzymin, Dąbrowice, Rozwozin, Rzężawy, Tadajówka i Raczyny ze zniesionej gminy Rozwozin w tymże powiecie. Dla gromady ustalono 16 członków gromadzkiej rady narodowej.
1 stycznia 1956 gromada weszła w skład nowo utworzonego powiatu żuromińskiego w tymże województwie.
31 grudnia 1959 do gromady Raczyny przyłączono wieś Cieszki ze znoszonej gromady Sinogóra oraz wieś Pietrzyk ze znoszonej gromady Jasiony w tymże powiecie.
31 grudnia 1961 do gromady Raczyny włączono wsie Głęboka i Siemcichy ze zniesionej gromady Chromakowo w tymże powiecie.
Gromada przetrwała do końca 1972 roku, czyli do kolejnej reformy gminnej.